# 蝙蝠の滝
蝙蝠の滝（こうもりのたき）は、大分県豊後大野市朝地町上尾塚にある滝。2007年7月26日に、国の登録記念物として登録されている。

## 概要
大野川の中流で、大野川及び十川（そうがわ）との合流点の下流にあり、高さ約10m、幅約120mの馬蹄形をした柱状節理の絶壁を2筋の滝が流れ落ちる。上から見るとコウモリが羽を広げた姿に見えることからこの名が付いたといわれる。滝の上流の河床には甌穴群が発達している。
地元でも知名度はあまり高くなかったが、2007年の国の登録記念物への登録を機に注目を集めている。
大野川の河川交通のために1875年（明治8年）にこの滝に開削された蝙蝠滝舟路跡は、1997年3月25日に大分県の史跡に指定されている。